# Långlopp
Långlopp är ett namn som inom olika discipliner används för distanser över 10 kilometer.
Av kända långlopp kan nämnas:
- Göteborgsvarvet
- Lidingöloppet
- Ski Classics
- Stockholm Marathon
- Vansbrosimningen
- Vasaloppet
- Vikingarännet